# جون بلاكبيرن (ملحن)
جون بلاكبيرن (بالإنجليزية: John Blackburn)‏ هو ملحن وكاتب أغاني وشاعر أمريكي، ولد في 19 أكتوبر 1913 في ماسيلون في الولايات المتحدة، وتوفي في 15 نوفمبر 2006 في نيوبورت في الولايات المتحدة.

## وصلات خارجية
- جون بلاكبيرن على موقع IMDb (الإنجليزية)
- جون بلاكبيرن على موقع ميوزك برينز (الإنجليزية)
- جون بلاكبيرن على موقع أول ميوزيك (الإنجليزية)
- جون بلاكبيرن على موقع ديسكوغز (الإنجليزية)
- جون بلاكبيرن على موقع قاعدة بيانات الفيلم (الإنجليزية)